# رانيا عاطف
رانيا عاطف (1972)، ممثلة مصرية، بدأت عملها الفني وهي في السنة السابعة من عمرها.

## أعمالها
- حالة وهيبة حرجة (2002)[4]
- ليالي الحلمية (ج2) (ج2، 3) (1989، 1990) - فاتن زكريا[4]
- محاكمة علي بابا (1987) - سوسن
- حادي بادي (1986) - طفلة
- أقوى من القانون (1986) - تهاني طفلة
- هالة حبيبتي (1985) - هالة طفلة[4]
- والسيدة حرمه (سيدة الحوش) (1984) - منى طفلة
- حصاد الشر (1984)
- أرجوك أعطني هذا الدواء (1984) - سمر طفلة
- الطريق إلى سمرقند (1983)
- سنوات العمر
- أمير الشعراء أحمد شوقي
- مغامرات ميشو

## ظهورها الإعلامي
- برنامج مساء الفن (2016) ضيفة
- برنامج صاحبة السعادة (2014) ضيفة